# 기무라야마

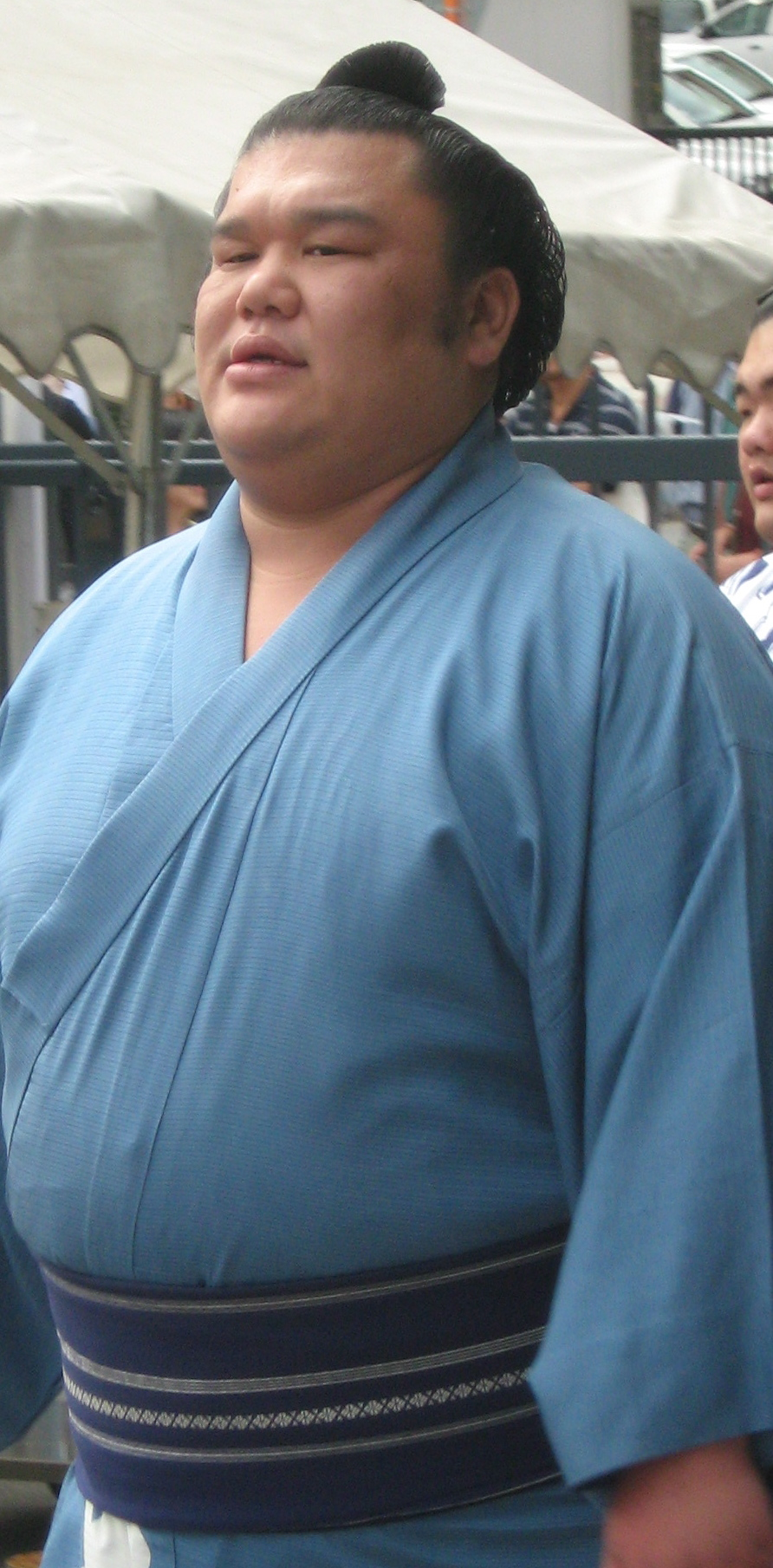
2008년 모습

기무라야마(본명: 기무라야마 마모루 木村山守, 1981년 7월 13일~2024년 7월 6일)는 일본의 프로 스모 선수였다. 그의 최고 순위는 마에가시라 7이었다. 그는 가스가노베야(春日野部屋)의 코치였다. 당시 와카야마현 출신의 유일한 엘리트 레슬링 선수였다.

## 사망
기무라야마는 2024년 5월 입원 후 2024년 7월 6일 도쿄에서 42세의 나이로 사망했다.